# День Основания

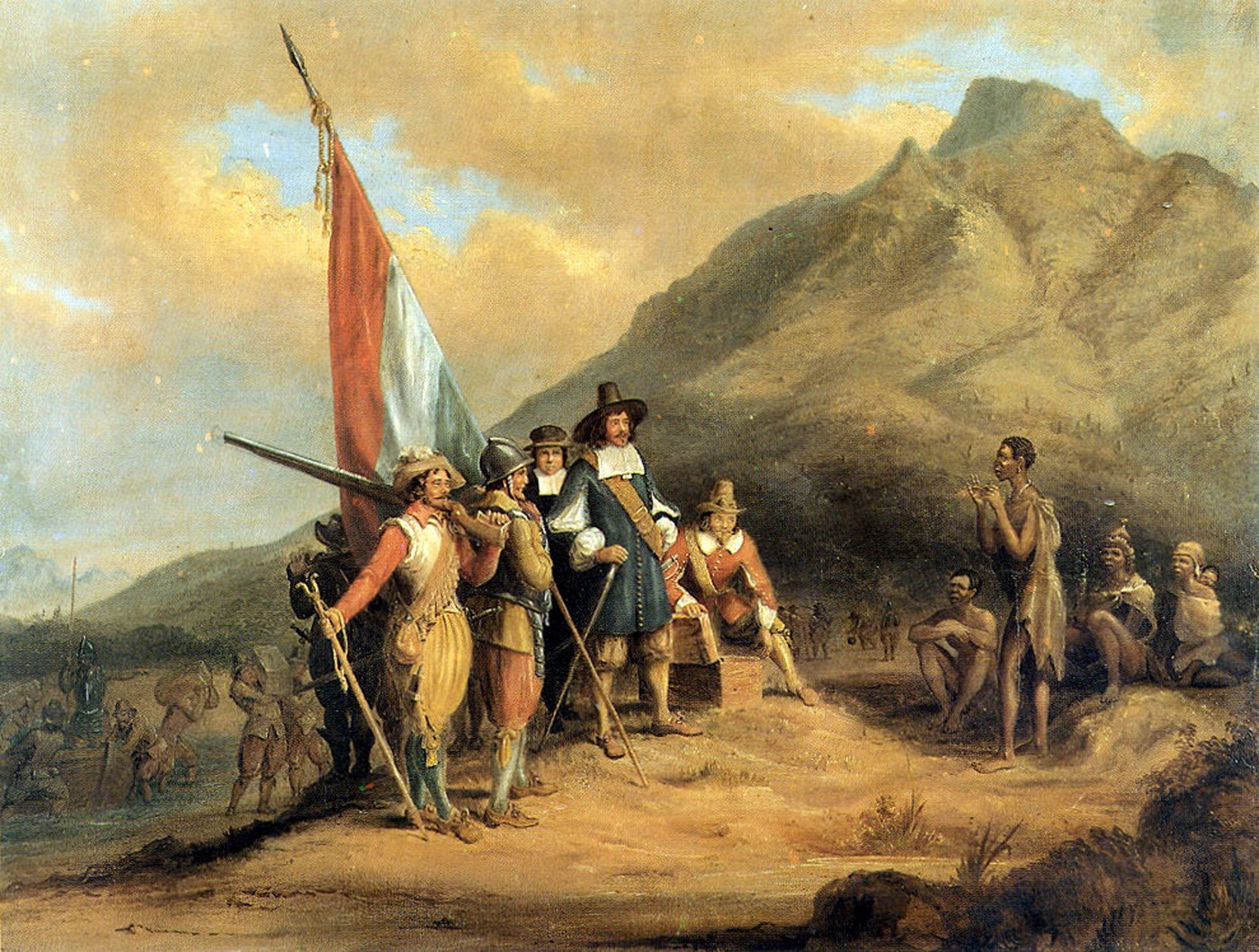
Ян ван Рибек прибывает в Столовую бухту 6 апреля 1652.

День Отцов основателей (африк. Stigtingsdag) или День Ван Рибека являлся официальным праздником в Южно-Африканском Союзе и в  Южно-Африканской Республике до 1994 года.

## Предыстория
Праздник был введён 6 апреля 1952 года во время фестиваля Ван Рибека в честь 300 летия со дня прибытия голландцев в Столовую бухту и основания ими Кейптауна. С 1980 года праздник стал известен как День Основателей.
После выборов 1994 года в ЮАР праздник был отменён.